# Diego Lugano
Diego Alfredo Lugano Moreno (Las Violetas, Canelones, 2 november 1980) is een Uruguayaans voormalig profvoetballer die als verdediger speelde. Hij kwam van 199 tot en met 2017 uit voor Club Nacional, Plaza Colonia, São Paulo, Fenerbahçe, Paris Saint-Germain, Málaga CF, West Bromwich Albion, BK Häcken en Cerro Porteño. Lugano was van 2003 tot en met 2014 international in het Uruguayaans voetbalelftal, waarvoor hij 95 interlands speelde en negen keer scoorde.

## Biografie
Lugano's voetbalcarrière begon bij de Uruguayaanse club CA Libertad de Canelones. Hij debuteerde bij Club Nacional de Football. Hier groeide hij nooit uit tot basisspeler, maar had hij vooral invalbeurten. Na twee jaar gespeeld te hebben in de hoofdselectie van Club Nacional, vertrok Lugano in 2001 naar het bescheiden CA Plaza Colonia voor een huurperiode. Daar speelde hij tot 2003 dusdanig goed, dat hij de aandacht trok van São Paulo. Tijdens zijn periode in Brazilië werd Lugano met zijn club kampioen en won hij in 2005 de Copa Libertadores). Liverpool werd dat jaar verslagen in de finale voor de strijd om de wereldbeker. Ook in 2005 werd Lugano verkozen tot de beste verdediger van de Braziliaanse competitie.
In de zomer van 2006 meldde Fenerbahçe zich voor Lugano, die er een driejarig contract tekende. In de zomer van 2005 had Fenerbahce ook al aangeklopt bij Sao Paolo voor een transfer van Lugano, maar Sao Paolo wees het voorstel van 'Fener' destijds af. De speler won in zijn laatste jaar bij Sao Paolo de Braziliaanse competitie: Série A.
Op 26 augustus 2011 tekende hij een contract bij Paris Saint-Germain voor vier jaar. In 2013 was hij verhuurd aan Málaga CF. In het seizoen 2013/14 kwam Lugano uit voor West Bromwich Albion FC. Nadat hij een half jaar zonder club zat, speelde hij in 2015 voor BK Häcken. Lugano tekende in juli 2015 een contract tot medio 2017 bij Cerro Porteño.

## Clubstatistieken
| Seizoen | Club                 | Competitie       | Wedstrijden | Doelpunten |
| ------- | -------------------- | ---------------- | ----------- | ---------- |
| 1999    | Club Nacional        | Primera División | 1           | 0          |
| 2000    | Club Nacional        | Primera División | 1           | 0          |
| 2001    | → Plaza Colonia      | Segunda División | 5           | 0          |
| 2002    | → Plaza Colonia      | Primera División | 30          | 4          |
| 2003    | Club Nacional        | Primera División | 4           | 0          |
| 2003    | São Paulo            | Série A          | 24          | 1          |
| 2004    | São Paulo            | Série A          | 34          | 1          |
| 2005    | São Paulo            | Série A          | 27          | 6          |
| 2006    | São Paulo            | Série A          | 11          | 0          |
| 2006/07 | Fenerbahçe           | Süper Lig        | 24          | 4          |
| 2007/08 | Fenerbahçe           | Süper Lig        | 23          | 0          |
| 2008/09 | Fenerbahçe           | Süper Lig        | 25          | 7          |
| 2009/10 | Fenerbahçe           | Süper Lig        | 25          | 3          |
| 2010/11 | Fenerbahçe           | Süper Lig        | 28          | 7          |
| 2011/12 | Paris Saint-Germain  | Ligue 1          | 12          | 0          |
| 2012/13 | Paris Saint-Germain  | Ligue 1          | 0           | 0          |
| 2012/13 | → Malaga CF          | Primera División | 11          | 0          |
| 2013/14 | West Bromwich Albion | Premier League   | 9           | 1          |
| 2015    | BK Häcken            | Allsvenskan      | 11          | 0          |
| 2015    | Cerro Porteño        | Liga Paraguaya   | 16          | 5          |
| 2016    | São Paulo            | Série A          | 13          | 2          |
| 2017    | São Paulo            | Série A          | 5           | 0          |
| Totaal  | Totaal               |                  | 339         | 41         |

## Erelijst
Club Nacional
- Primera División: 2000, 2001

 São Paulo FC
- Copa Libertadores: 2005
- Wereldkampioenschap voor clubs: 2005
- Campeonato Paulista: 2005
- Campeonato Brasileiro Série A: 2006

 Fenerbahçe SK
- Süper Lig: 2006/07, 2010/11
- Süper Kupa: 2007, 2009

 Uruguay
- Copa América: 2011